# Suzanne Morrow
Suzanne „Suzi” Morrow, po mężu Francis (ur. 14 grudnia 1930 w Toronto, zm. 11 czerwca 2006 w Brantford) – kanadyjska łyżwiarka figurowa, startująca w konkurencji solistek oraz w parach sportowych i tanecznych z Wallace’em Diestelmeyerem. Brązowa medalistka olimpijska z Sankt Moritz (1948) i uczestniczka igrzysk olimpijskich (1952), brązowa medalistka mistrzostw świata (1948), mistrzyni Ameryki Północnej (1947) w parach sportowych oraz 6-krotna mistrzyni Kanady (1948 w parach tanecznych; 1947, 1948 w parach sportowych oraz 1949–1951 wśród solistek).
Morrow i Diestelmeyer zostali mistrzami Kanady w obu konkurencjach par, parach sportowych i tanecznych, przy czym triumfowali także w osobnej konkurencji walca i dziesięciokroku (tzw. Tenstep), co pozwoliło Morrow na zdobycie tytułu krajowego we wszystkich możliwych konkurencjach łyżwiarstwa figurowego. 
W 1948 roku Morrow i Diestelmeyer zostali pierwszą parą sportową, która wykonała spiralę śmierci z trzymaniem jedną ręką na igrzyskach olimpijskich.
W 1952 roku Morrow ukończyła studia na kierunku medycyny weterynaryjnej i pracowała w zawodzie weterynarza oraz sędziego na pokazach psów Canadian Kennel Club do 1995 roku. 

## Osiągnięcia

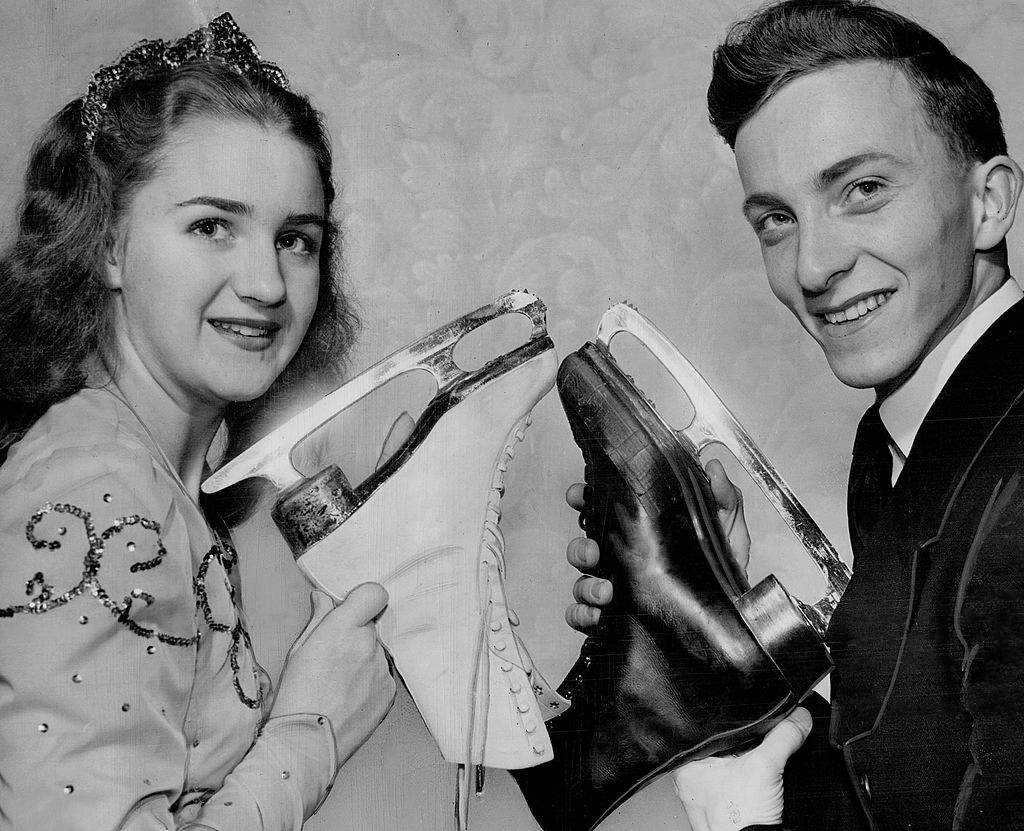
Morrow i Diestelmeyer (1948)

### Solistki
| Zawody                        | 1947           | 1948           | 1949           | 1950           | 1951           | 1952           | 1953           |                |                |                |                |                |                |                |                |                |                |
| Międzynarodowe                | Międzynarodowe | Międzynarodowe | Międzynarodowe | Międzynarodowe | Międzynarodowe | Międzynarodowe | Międzynarodowe | Międzynarodowe | Międzynarodowe | Międzynarodowe | Międzynarodowe | Międzynarodowe | Międzynarodowe | Międzynarodowe | Międzynarodowe | Międzynarodowe | Międzynarodowe |
| ----------------------------- | -------------- | -------------- | -------------- | -------------- | -------------- | -------------- | -------------- | -------------- | -------------- | -------------- | -------------- | -------------- | -------------- | -------------- | -------------- | -------------- | -------------- |
| Igrzyska olimpijskie          |                | 14             |                |                |                | 6              |                |                |                |                |                |                |                |                |                |                |                |
| Mistrzostwa świata            |                | 13             |                | 4              | 4              | 4              | 5              |                |                |                |                |                |                |                |                |                |                |
| Mistrzostwa Ameryki Północnej |                |                |                |                | 2              |                |                |                |                |                |                |                |                |                |                |                |                |
| Krajowe                       |                |                |                |                |                |                |                |                |                |                |                |                |                |                |                |                |                |
| Mistrzostwa Kanady            | 3              |                | 1              | 1              | 1              |                |                |                |                |                |                |                |                |                |                |                |                |

### Pary sportowe

#### Z Wallace’em Diestelmeyerem
| Zawody                        | 1947           | 1948           |                |                |                |                |                |                |                |                |                |                |                |                |                |                |                |
| Międzynarodowe                | Międzynarodowe | Międzynarodowe | Międzynarodowe | Międzynarodowe | Międzynarodowe | Międzynarodowe | Międzynarodowe | Międzynarodowe | Międzynarodowe | Międzynarodowe | Międzynarodowe | Międzynarodowe | Międzynarodowe | Międzynarodowe | Międzynarodowe | Międzynarodowe | Międzynarodowe |
| ----------------------------- | -------------- | -------------- | -------------- | -------------- | -------------- | -------------- | -------------- | -------------- | -------------- | -------------- | -------------- | -------------- | -------------- | -------------- | -------------- | -------------- | -------------- |
| Igrzyska olimpijskie          |                | 3              |                |                |                |                |                |                |                |                |                |                |                |                |                |                |                |
| Mistrzostwa świata            |                | 3              |                |                |                |                |                |                |                |                |                |                |                |                |                |                |                |
| Mistrzostwa Ameryki Północnej | 1              |                |                |                |                |                |                |                |                |                |                |                |                |                |                |                |                |
| Krajowe                       |                |                |                |                |                |                |                |                |                |                |                |                |                |                |                |                |                |
| Mistrzostwa Kanady            | 1              | 1              |                |                |                |                |                |                |                |                |                |                |                |                |                |                |                |

#### Z Norrisem Bowdenem
| Mistrzostwa Kanady          |   | 2 |
| Mistrzostwa Kanady juniorów | 1 |   |

### Pary taneczne

#### Z Wallace’em Diestelmeyerem
| Mistrzostwa Kanady | 1 |

## Nagrody i osiągnięcia
- Galeria Sławy Skate Canada – 1992[3]